# Pedrinópolis
Pedrinópolis är en kommun i Brasilien.   Den ligger i delstaten Minas Gerais, i den sydöstra delen av landet, 400 km söder om huvudstaden Brasília. Antalet invånare är 3 490.
Omgivningarna runt Pedrinópolis är huvudsakligen savann. Runt Pedrinópolis är det glesbefolkat, med 10 invånare per kvadratkilometer.